# فيصل بن سعود الكبير
فيصل بن سعود الكبير بن عبدالعزيز بن محمد آل سعود، أحد أبرز وأشهر القادة السعوديين في الدولة السعودية الأولى وقائدا في عهد والده الإمام سعود الكبير، ثم أصبح قائد الجيوش السعودية في عهد أخيه الإمام عبد الله بن سعود الكبير وساعده العسكري، أنزل الأمير فيصل بن سعود الكبير هزيمة قاسية بجيش طوسون باشا في تربة الذي كان عليه رئيس الفرسان مصطفى بك والشريف راجح، بعدما وصلته تعزيزات من بيشة. تولى بعدها الأمير فيصل بن سعود الكبير قيادة معركة بسل الشهيرة مع أبرز قادة الدولة السعودية مثل بخروش بن علاس وغصاب العتيبي وطامي بن شعيب المتحمي وغيرهم وكانت معركة مفصلية بين الجيوش السعودية والجيوش العثمانية بقيادة رسمية من والي مصر محمد علي باشا في سنة 1815م.
لاحقاً أشرف الأمير فيصل بن سعود الكبير على قيادة الجيوش السعودية المدافعة عن العاصمة الدرعية في معركة حصار الدرعية بعدما طوقتها الجيوش العثمانية، وأشرف شخصيا على قيادة الجيش الرئيسي الذي يدافع عن الجهة الرئيسية من الدرعية والتي تقابل الجيش الذي يقوده إبراهيم باشا، قاتل فيصل بشجاعة طيلت شهور الحصار، حتى سقط قتيلاً برصاصة قناص عثماني قبيل سقوط الدرعية بأيام في سنة 1818م، وبعدها انطوت صفحة أبرز القادة السعوديين، والذي أشرف على قيادة بعض المعارك الحاسمة في عهد والده الإمام سعود الكبير بن عبد العزيز آل سعود، ثم أخيه الإمام عبد الله بن سعود الكبير.